# Departure (álbum de Jesse McCartney)
Departure (pt: Partida) é o terceiro álbum de estúdio do cantor e ator norte-americano Jesse McCartney. Foi lançado no dia 20 de maio de 2008, nos Estados Unidos. Em 7 de abril de 2009 foi relançado com o título "Departure: Recharged", com cinco faixas extras.

## Informações
"Departure" apresenta um som mais voltado para o R&B, diferente dos trabalhos anteriores do cantor. O álbum estreou na 14ª posição na Billboard 200 em maio, vendendo 30.200 cópias em sua primeira semana, e ficou na parada por 24 semanas, também alcançou o 9º lugar na parada de álbuns digitais. O álbum gerou três sucessos no Top 40 da Billborad Hot 100, "Leavin'", "How Do You Sleep?" E "Body Language", e vendeu aproximadamente 272.000 cópias até hoje.

## Recepção da Critica
O álbum recebeu críticas mistas dos críticos de música. Johnny Dee, da Virgin Media, analisou o álbum dizendo "Sem dúvida, o álbum pop do verão". Ele elogiou o crescimento musical e a transição de McCartney, "McCartney passou por uma incrível reinvenção para um jovem garanhão do R&B", comparando o novo estilo de McCartney com Justin Timberlake com a mesma permutação de estonismos sexuais e arranjos pop tonificados. Ele também afirmou, "a gíria urbana não soa muito convincente, mas as melodias e a excelente produção são tão nítidas que ele se safa", dando ao álbum 4,5 estrelas de 5.
O site AllMusic descreveu o álbum como "uma tentativa bem-sucedida de McCartney, mas ainda não completa, de provar que ele não é mais um garoto, quebrando seu "Disney Pass"". Também destacou que esse estilo é um afastamento da vibe contemporânea adulta do álbum "Right Where You Want Me", que encontrou o então adolescente com uma cabeça mais velha".
Alex Macpherson, do The Guardian, analisou o álbum como um processo em duas etapas: "Primeiro, coloque a caneta no papel e crie "Bleeding Love", o single de sucesso que lançou Leona Lewis no mundo. Segundo, reinvente-se como um "quero ser Usher" no seu terceiro álbum com a ajuda dos melhores produtores de R&B pós-Timbaland (Tricky Stewart e The-Dream, o Clutch) "; e deu quatro estrelas em cinco.

## Faixas

#### Standard
| N.º | Título                          | Producer(s)               | Duração |  |
| 1.  | "Leavin'"                       | Tricky Stewart, The-Dream | 3:40    |  |
| 2.  | "It's Over"                     | The Clutch, Brian Kennedy | 4:09    |  |
| 3.  | "Rock You" (feat. Sean Garrett) | Garrett, Kuya             | 3:10    |  |
| 4.  | "How Do You Sleep?"             | Garrett, Clubba Langg     | 3:44    |  |
| 5.  | "Into Ya"                       | Garrett                   | 3:47    |  |
| 6.  | "Make Up"                       | Kwamé                     | 3:54    |  |
| 7.  | "My Baby"                       | J.R. Rotem                | 3:33    |  |
| 8.  | "Told You So"                   | Hudson                    | 4:03    |  |
| 9.  | "Relapse"                       | Madd Scientist            | 3:38    |  |
| 10. | "Runnin'"                       | The Clutch, Brian Kennedy | 3:45    |  |
| 11. | "Freaky"                        | Madd Scientist            | 3:39    |  |
| 12. | "Not Your Enemy"                | Hudson                    | 4:14    |  |

| Faixa bônus International |                 |              |         |  |
| N.º                       | Título          | Produtor(es) | Duração |  |
| 13.                       | "Bleeding Love" | The Clutch   | 3:51    |  |

#### Departure: Recharged
| N.º | Título                                       | Produtor(es)          | Duração |  |
| 4.  | "How Do You Sleep?" (Remix) (feat. Ludacris) | Garrett, Clubba Langg | 3:28    |  |
| 13. | "Oxygen"                                     | Hudson                | 4:02    |  |
| 14. | "Crash & Burn"                               | Kennedy               | 3:18    |  |
| 15. | "Body Language (feat. T-Pain)"               | The Movement          | 3:39    |  |
| 16. | "In My Veins"                                | The Movement          | 4:16    |  |

## Desempenho
| Chart (2008)            | Posição |
| ----------------------- | ------- |
| Australian Albums Chart | 92      |
| France Albums Chart     | 174     |
| Italian Albums Chart    | 15      |
| Japanese Albums Chart   | 111     |
| UK Albums Chart         | 97      |
| US Billboard 200        | 14      |

## Histórico de Lançamento
| Região         | Versão               | Data                |
| -------------- | -------------------- | ------------------- |
| Estados Unidos | Standard             | 20 de Maio de 2008  |
| Taiwan         | Standard             | 20 de Maio de 2008  |
| Hong Kong      | Standard             | 20 de Maio de 2008  |
| Netherlands    | Standard             | 22 de Maio de 2008  |
| Europa         | Standard             | 23 de Maio de 2008  |
| Espanha        | Standard             | 26 de Maio de 2008  |
| Japão          | Standard             | 23 de Maio de 2008  |
| Austrália      | Standard             | 31 de Maio de 2008  |
| Reino Unido    | Standard             | 16 de Junho de 2008 |
| Brasil         | Standard             | 27 de Junho de 2008 |
| Argentina      | Standard             | 27 de Junho de 2008 |
| França         | Standard             | 30 de Junho de 2008 |
| Estados Unidos | Departure: Recharged | 7 de Abril de 2009  |
| Taiwan         | Departure: Recharged | 30 de Abril de 2009 |